# 董浩云
董浩云（1912年9月28日—1982年4月15日），又名董兆荣，出生于上海閘北，董浩雲是航海業巨擘，父親董瑞昌曾於上海經營五金店。其長子董建华是首任香港特别行政区行政长官。

## 生平
董浩雲父親51歲去世，家境不寬裕，董浩雲16歲進入日資國際運輸株式會社當練習生，半年後又考入金城銀行屬下的通成公司，1931年底，董浩雲奉調前往天津金城銀行屬下的天津航業公司任職，1936年參與創辦中國航運公司，1949年至香港發展。1969年，他成立東方海外。在职业的鼎盛时期，他拥有一支超过150艘货轮、总载重量超过1,000万吨的船队。他是世界七大船王之一，被称为东方的“奥纳西斯”。
董浩云非常重视教育。1970年9月，他购买著名的“伊丽莎白女王号”（RMS Queen Elizabeth），将其改装为一所飘浮的大学“海上学府號”（S.S. Seawise University）。1972年1月9日，粉刷中的海上学府號着火，随后沉入香港维多利亚港。这艘船在詹姆斯·邦德系列电影《鐵金剛大戰金槍客》裡被虚构为英国秘密情报局的水底总部。他又购买一艘稍小的“大西洋号”来继续完成这个计划。他跟多所大学（例如匹兹堡大学）联合来完成这个海上学术计划。
政治上，董浩云与中華民國关系密切，中國航運與東方海外标志中的梅花就是中华民国的国花，旗下船隊懸掛中华民国國旗直至1980年代中。實際上，董浩雲與美國關係更為良好，朝鮮戰爭與越南戰爭時其船隊大量運送美軍後勤補給物資，董浩雲那時雖然被台灣方面偵查，仍依靠美方勢力接獲台灣方面許多貨運業務以利回頭船航運。
在董浩云逝世以后，东方海外陷入财政困难，中华人民共和国政府透過霍英東出手帮助使东方海外走出困境，亦間接令董氏家族改變政治立場，最終捲入兩伊戰爭的襲船戰中，造成其旗下原在墨西哥灣與加勒比海一帶運輸原油的世界第一超級油輪「海上巨人號」（諾克·耐維斯號）無端在荷姆茲海峽遭伊拉克飞机重创，沉没在伊朗的哈尔克岛（Kharg Island）海岸外之浅海海域。沉没后的海上巨人号就以这状态一直存留在海底，直到两伊战争结束。

## 家族
董浩云之長子董建华在1997年成为首任香港特别行政区行政长官。
四女董小平之夫婿為中國航運董事長彭蔭剛，為中華民國陸軍一級上將彭孟緝之子。
三女董建平孫女金和曉為滑雪運動員，代表香港參加2022年冬奧。